# Туксбада II
Туксбада (Ток-іспада) II (д/н — 738/739) — володар Бухарської держави в 724—738/739 роках. В арабських джерелах відомий як Тогшада (Тагшада).

## Життєпис
Старший син бухархудата Туксбади I. Спадкував владу 724 року. Спрямував зусилля на відновлення незалежності від арабів. 726 року відправив посольство на чолі з братом Арсланом до танського імператора Сюань-цзуна, де підтвердив зверхність останнього. Проте Туксбада II очікував отримати військову допомогу. 728 року підтримав тюргеського кагана Сулук-чора, що звільнив Бухару від арабського гноблення.
733 року відступ тюргешів спричинив нове підкорення Туксбади II халіфату. Тому ймовірно він 737 року не долучився до нової кампанії Сулук-чора. При цьому вже не чинив спротив ісламізації. Помер 738 або 739 року. Йому спадкував брат Арслан, що на той час прийняв іслам під ім'ям Кутайба.